# 多刺天门冬
多刺天门冬（学名：Asparagus myriacanthus）是天门冬科天门冬属的植物，是中国的特有植物。分布于中国大陆的云南、西藏等地，生长于海拔2,100米至3,100米的地区，多生长在开旷山坡、河岸多沙荒地和灌丛下，目前尚未由人工引种栽培。